# Accordo nordamericano per il libero scambio
L'Accordo nordamericano per il libero scambio (in inglese: North American Free Trade Agreement, NAFTA; in spagnolo: Tratado de Libre Comercio de América del Norte, TLCAN; in francese: Accord de libre-échange nord-américain, ALÉNA) è stato un trattato di libero scambio commerciale stipulato tra Stati Uniti, Canada e Messico e modellato sul già esistente accordo di libero commercio tra Canada e Stati Uniti (FTA), a sua volta ispirato al modello dell'Unione europea.
L'Accordo venne firmato dai capi di governo dei tre paesi (il Presidente degli Stati Uniti d'America George H. W. Bush, il Presidente degli Stati Uniti Messicani Carlos Salinas e il Primo ministro del Canada Brian Mulroney) il 17 dicembre 1992 ed entrò in vigore il 1º gennaio 1994. Il giorno stesso della firma, simbolicamente iniziava nello Stato messicano del Chiapas la rivolta zapatista da parte delle popolazioni indigene che vedevano nell'accordo (anche sulla base di precedenti esperienze simili) un ulteriore mezzo volto a trasferire la ricchezza dalle zone povere del Messico verso il Canada e, soprattutto, verso gli Stati Uniti.
L'aspetto che maggiormente caratterizzava il NAFTA è stata la progressiva eliminazione di tutte le barriere tariffarie fra i paesi aderenti. È stato sostituito dall'accordo USMCA in vigore dal 1º luglio 2020.

## Scopi e obiettivi
Il NAFTA stabiliva l'immediata eliminazione di dazi doganali su metà dei prodotti statunitensi diretti verso Messico e Canada e la graduale eliminazione di altri diritti doganali durante un periodo di circa 15 anni. Prevedeva inoltre la rimozione delle restrizioni fino ad allora vigenti su molte categorie di prodotti, inclusi motoveicoli, componenti di auto, computer, tessili e prodotti agricoli.
Il Trattato proteggeva altresì i diritti di proprietà intellettuale (brevetti, diritti d'autore e marchi di fabbrica) e delineava la rimozione delle restrizioni sui flussi di investimenti tra i tre paesi. Norme riguardanti la protezione dei lavoratori e dell'ambiente furono aggiunte successivamente come risultato degli accordi supplementari firmati nel 1993.
Questo accordo rappresentava un'espansione del precedente Canada-U.S. Free Trade Agreement (Accordo di libero scambio tra Stati Uniti e Canada) del 1989. Diversamente dall'Unione europea, il NAFTA non crea un sistema di organi di governo soprannazionali e nemmeno sottopone la legislazione nazionale agli atti emanati da tali organi.
Il NAFTA è un trattato che sottostà al diritto internazionale.
In base alla normativa degli Stati Uniti esso è classificato come un accordo esecutivo-congressuale piuttosto che un trattato, riflettendo il senso peculiare del termine «trattato» in base alle norme costituzionali degli Stati Uniti che si differenziano da quelle degli altri Stati.
Gli scopi principali dell'Accordo sono:
1. eliminare le barriere alle importazioni e facilitare il movimento intra-area di beni e servizi tra i territori delle parti;
2. promuovere le condizioni di leale concorrenza nell'area di libero scambio;
3. incrementare le opportunità di investimento nei territori delle parti;
4. fornire protezione adeguata ed effettiva e rinforzare i diritti di proprietà intellettuale nel territorio di ogni parte;
5. creare procedure efficaci per l'implementazione e l'applicazione di questo accordo, per le sue amministrazioni congiunte e per la risoluzione delle controversie;
6. stabilire un quadro per un'ulteriore cooperazione trilaterale, regionale e multilaterale, al fine di espandere e accrescere i benefici di questo accordo.

## Storia dell'implementazione
L'Accordo fu inizialmente criticato, negli Stati Uniti e in Canada, dai governi conservatori in materia di libero commercio, guidati dal Primo Ministro canadese Brian Mulroney, e dal Presidente degli Stati Uniti George H. W. Bush. C'era una considerevole opposizione da entrambi i lati del confine, ma negli Stati Uniti riuscì ad essere approvato dopo che il Presidente Bill Clinton fece della sua approvazione una grande battaglia legislativa nel 1993.
Il vicepresidente Al Gore tentò di costituire un maggiore sostegno al progetto dibattendo la problematica con Ross Perot al talk show Larry King Live. Perot fu apertamente critico verso il NAFTA durante la sua campagna presidenziale nel 1992, rivendicando che la ratifica avrebbe causato un giant sucking sound, una perdita di posti di lavoro amplissima, deviati dagli Stati Uniti verso il Messico.
Dopo un intenso dibattito politico e il negoziato di molti accordi secondari, la Camera dei Rappresentanti degli Stati Uniti approvò il NAFTA con 234 voti a favore (132 Repubblicani ed 102 Democratici) e 200 contrari; il Senato lo approvò per 61 voti a favore e 38 contrari (La Costituzione degli Stati Uniti richiede 67 voti nel Senato per la ratifica di un trattato). Alcuni oppositori tuttora persistono, principalmente contro alcune specifiche disposizioni dell'Accordo.

## Effetti

### Economia
L'eliminazione dei dazi doganali e il protezionismo di singole industrie o società e la fine del mercantilismo è centrale nella Ricchezza delle Nazioni di Adam Smith. Tuttora è improbabile che Adam Smith possa aver preso in considerazione gli effetti sull'economia messicana dei sussidi agricoli sui raccolti di prodotti come il mais statunitense, rendendolo più economico e abbondante. Alcuni potrebbero discutere che i dazi doganali, come in Giappone, sono l'unica misura che salveranno l'economia messicana.
Sin dalla firma dell'Accordo nel 1992, è stato difficoltoso analizzare i suoi effetti macroeconomici a causa dell'ampio numero di altri fattori nell'economia globale. Alcuni studi economici hanno indicato che piuttosto che incrementare il commercio, il NAFTA ha causato una deviazione (diversion) del commercio, nel quale ogni Membro del NAFTA ora importa maggiormente dagli altri Membri alle spese degli altri paesi nel mondo. Alcuni economisti argomentano che è aumentata la concentrazione di ricchezza sia in Messico sia negli USA. Dopo la firma del NAFTA, il commercio tra le nazioni è aumentato in modo esponenziale, il commercio tra gli USA e il Messico è raddoppiato.
Studi sugli effetti del NAFTA dopo 10 anni sono stati preparati sia dal Governo degli USA che dal Governo Canadese.
L'Organizzazione per la Cooperazione e lo Sviluppo Economico (OCSE) pubblica annualmente statistiche economiche. I risultati della ricerca in data mining riguardante il NAFTA sono state pubblicate su Centrerion Canadian Politic's NAFTA pages, i dati sono stati estratti dalle fonti OCSE.
Nel caso del Messico, il tasso di povertà nazionale nel 2018 è superiore a quello del 1994 e i salari reali (adeguati all'inflazione) sono appena aumentati. Durante questo periodo, il Messico si è classificato al 15º posto su 20 paesi dell'America Latina in termini di crescita del PIL pro capite. Quasi cinque milioni di agricoltori hanno perso il lavoro, incapaci di competere con il mais americano sovvenzionato. Questa perturbazione ha contribuito ad un forte aumento dell'emigrazione verso gli Stati Uniti tra il 1994 e il 2000.

### Controversia
Il NAFTA è stato controverso sin da quando fu proposto. Società transnazionali hanno teso a sostenere il NAFTA nella convinzione che dazi doganali inferiori avrebbero aumentato i loro profitti. I sindacati in Canada e negli Stati Uniti si sono opposti al NAFTA a causa del timore che i posti di lavoro venissero trasferiti fuori del paese a causa del minore costo del lavoro in Messico. Alcuni politici si sono opposti al libero commercio per il timore che trasformerà paesi come il Canada in economie a impianti-filiale permanenti. Gli agricoltori del Messico si sono opposti e si oppongono tuttora al NAFTA perché i pesanti sussidi all'agricoltura a favore degli agricoltori negli USA hanno causato una pressione verso il basso dei prezzi agricoli messicani, obbligando molti agricoltori a lasciare la loro attività.
Gli stipendi sono diminuiti fino al 20% in alcuni settori. L'approvazione del NAFTA fu rapidamente seguita da una rivolta tra i rivoluzionari dell'Esercito Zapatista e la tensione tra loro e il Governo messicano rimane un problema di primo piano. Inoltre, il NAFTA fu accompagnato da una drammatica riduzione dell'influenza dei sindacati nelle aree urbane del Messico.
All'Accordo ha fatto seguito un drammatico aumento dell'immigrazione illegale dal Messico agli Stati Uniti; un'ampia percentuale di queste persone sono agricoltori costretti a lasciare le loro terre a causa di fallimenti conseguenti agli accordi sproporzionati a favore degli USA e del Canada, che hanno fatto sprofondare sempre più le principali esportazioni messicane di anno in anno. L'opposizione al NAFTA viene pure dalle organizzazioni che difendono, tra gli altri, l'ambiente e la difesa sociale; queste credono che il NAFTA abbia impatti non economici dannosi alla salute pubblica, all'ambiente, ecc.
C'è un crescente gruppo nella dottrina in campi come gli Studi americani, etnici, messicani e sulla globalizzazione che esamina la proliferazione del lavoro nelle maquiladoras lungo il confine USA-Messico come risultato del NAFTA, e gli effetti sfavorevoli che ha prodotto nella regione. Per esempio, la violazione dei diritti umani nei luoghi di lavoro e una forza lavoro basata sul genere, cioè ampiamente costituita da giovani donne, ha anche stimolato violenze sulle donne nella regione di confine. Molti di questi abusi accadono sul posto di lavoro stesso, per esempio la sterilizzazione forzata, i controlli sulle mestruazioni e perquisizioni personali.
Autrici femministe messicane come Rosalinda Fregoso o Alicia Gaspar de Alba collegano tali attività e politiche a fenomeni che loro chiamano «femminicidio» e spesso usano questo termine per descrivere l'ondata di omicidi di giovani lavoratrici a Ciudad Juarez. Molti controbattono che le politiche economiche del NAFTA derivano da un'ineguaglianza esacerbata e da relazioni di forza definite dalla formazione razziale, di genere, sessuale ed economica nel tempo di cui hanno beneficiato élite mentre altri venivano sfruttati e uccisi.

### Lingua
Dalla prospettiva dei consumatori nord americani, uno degli effetti del NAFTA è stato il significante incremento delle etichette bilingue o trilingue sui prodotti, per la distribuzione simultanea attraverso i dettaglianti in Canada, USA e Messico in francese, inglese e spagnolo.

### Viaggi e Migrazione

#### Canada -Stati Uniti
Il confine tra Stati Uniti e Canada è controllato da posti di controllo, ma i cittadini americani e canadesi generalmente sono autorizzati ad attraversarlo senza precedenti disposizioni, visto o passaporto. L'identificazione delle fotografie e la prova della cittadinanza, ad ogni modo, è generalmente richiesta. I cittadini di altri paesi possono affrontare requisiti più severi. Ogni mese si verificano circa 6 milioni di attraversamenti sul confine tra USA e Canada.
Il confine relativamente aperto facilita il turismo e gli acquisti attraverso il confine. È anche permesso agli automobilisti e ai passeggeri ferroviari di ignorare il confine e usare le strade più corte possibile, soggette a ritardi e documentazione di attraversamento. I passeggeri di aerei che attraversano il confine al fine di ottimizzare i tempi di viaggio non sono soggetti a controlli doganali se non atterrano.
Il confine tra USA e Canada è uno dei più lunghi confini internazionali al mondo, ma altri permettono una maggiore libertà di circolazione. Per esempio, gli Accordi di Schengen hanno comportato la rimozione dei posti di controllo di confine tra i molti paesi dell'Unione europea.
Questa libertà di circolazione ha avuto importanti restrizioni. Può essere sospesa o interrotta da entrambi i Governi a piacimento. La sicurezza fu aumentata dopo l'11 settembre 2001, e i piani attuali degli USA di irrigidire i requisiti di documentazione, includendo la richiesta ai canadesi e altri di avere un passaporto per viaggi aerei entro la fine del dicembre 2006, e viaggi di terra entro la fine del 2007.
Queste restrizioni non furono alterate dal Free Trade Agreement del 1988 e l'accordo NAFTA del 1993 diede i diritti di circolazione solo ai professionisti inclusi in una lista. L'attraversamento del confine è stato irrigidito nei recenti decenni per timori legati alle droghe e poi al terrorismo.

#### Stati Uniti -Messico
Nel 2000 il presidente messicano Vicente Fox ha patrocinato l'idea di un libero flusso di persone attraverso il confine tra Stati Uniti e Messico come seconda fase del NAFTA, che si dovrebbe completare in 10 anni.
Il 10 settembre 2001, Fox e Bush si incontrarono come presidenti appena eletti e accordarono per lavorare al fine di confrontare la volontà dei lavoratori e la volontà dei datori di lavoro e assicurare che la migrazione avvenga attraverso canali sicuri e legali, ma gli eventi dell'11 settembre 2001 interruppero i negoziati e spostarono il dibattito negli Stati Uniti verso una politica di immigrazione dove la sicurezza sia il principale obiettivo.
Gli sviluppi all'inizio del 2006 portarono il problema del confine tra Messico e USA al centro della scena nella politica americana. Nel 2006 il Congresso degli Stati Uniti ha considerato molte proposte per costruire una barriera di 400-700 miglia (640–1120 km) lungo il confine tra USA e Messico per aiutare ad arrestare il flusso di immigrati illegali. Nell'agosto 2006 questa e altre misure, come la deportazione di 12 milioni di immigrati clandestini, ha raggiunto uno stallo legislativo. Il Congresso ha finanziato la crescita di una pattuglia di confine.
La legislazione che creerebbe un programma di «lavoratori-ospiti» è in considerazione al Congresso.